# マディソン・アフェア
マディソン・アフェア 
(Madison Affair) は、ベルリンで結成されたポスト・ハードコア・バンドである。

## 来歴
- 2008年、ティモとユーリによってベルリンで結成[2][3]。

## メンバー

### 現メンバー
- フロリアン・ミカエリス / Florian Michaelis − (ボーカル)
- ティモ・ヴェランタ / Timo Veranta − (ギター)
- ブルーノ・カン / Bruno Kang − (ギター)
- ローラン・アストフォーク / Laurent Astfalk (5月8日-)[4] − (ベース)
- ポール・マロッツ / Paul Marotz − (ドラムス)

### 旧メンバー
- ユーリ・チェルナヴォロフ / Yuri Chernavolov (5月30日-)[5] − (ボーカル、ギター)
  - 脱退後はAbandon the Past(ドラムス担当 2013年加入、2015年8月10日脱退)[6][7]とMELLOY(ベース担当 2014年7月30日加入、2015年8月8日解散)[8][9]で活動し、MELLOY解散後は同年にEngst（ドイツ語版）を結成しドラムスを担当[10][11]。
- サイモン・ワイスバーグ / Simon Weisberg − (ドラムス)
  - 2012年脱退[12]。